# 日振型海防艦
日振型海防艦（ひぶりがたかいぼうかん）は、大日本帝国海軍が第二次世界大戦において運用した海防艦。主に南方航路の船団護衛に用いられた。艦艇類別等級別表における公式類別上は御蔵型に属するが、基本計画番号はE20bと異なっており、同じくE20bである鵜来型海防艦の準同型艦である。鵜来型からの振り替えにより、1944年から1945年にかけて同型艦9隻が就役している。

## 概要
日本海軍は択捉型海防艦以降、対潜・対空性能および量産性を重視した海防艦を建造しようとしていたが、御蔵型海防艦は、戦時急造を要する護衛艦としては、まだ工数が多く量産性に欠けるものであった。そのため、各所の構造を大幅に簡易化し、曲線部分を平面化した設計を行った鵜来型の建造が決まったが、用兵側から掃海具を装備した海防艦の配備が要望されたため、鵜来型のうち日立造船桜島造船所に建造が割り当てられた艦に対し単艦式大型掃海具を装備した艦として設計変更が行われた。これが本型である。
日振型は、艦政本部の指揮下で日立造船が建造を担当した。

## 予算・建造
マル急計画で第310号艦型（択捉型）として建造予定だった艦のうち、1942年2月14日の海防艦乙型（基本計画番号E20）の設計完了により未起工艦16隻が海防艦乙型（仮称艦名第322号艦型）として建造が決定されたが、1943年7月5日、未起工艦で設計変更が間に合った8隻は基本計画番号E20bに従って建造されることになった。このうち日立造船割り当て分3隻を本型として建造することとした。鵜来型との違いは両舷に投射可能な九四式爆雷投射機を2基装備した他、単艦式大型掃海具を装備している。
ミッドウェー海戦後の改⑤計画では34隻の鵜来型の建造が計画されたが、そのうち日立造船割り当て分19隻は本型として建造することとした。マル急計画艦とは違い、掃海具を装備せずに九四式爆雷投射機と三型爆雷装填台を1基ずつ増備する変更がされている。うち2隻は終戦に伴い未成のまま建造中止となった。また、七発、鹿久居等11隻は戦局悪化のため全て建造取り止めとなった。

## 同型艦
- 日振 （ひぶり） - 「第331号艦」、艦名は愛媛県の日振島にちなむ。1944年6月27日、日立造船桜島造船所で竣工。1944年8月22日、ヒ71船団の護衛中、マニラ沖にてアメリカの潜水艦ハーダー(SS-257)の雷撃で沈没した。
- 大東 （だいとう） - 「第333号艦」、艦名は、沖縄県の大東諸島にちなむ。1944年8月7日、日立造船桜島造船所で竣工。小樽にて終戦。1945年11月26日、対馬海峡にて掃海中に触雷し、沈没した。
- 昭南 （しょうなん） - 「第339号艦」、艦名はシンガポールの日本名・昭南島にちなむ。1944年7月13日、日立造船桜島造船所で竣工。1945年2月25日、海南島南方においてアメリカ潜水艦ホー(SS258)の雷撃で沈没した。
- 久米 （くめ） - 「第5252号艦」、艦名は沖縄県の久米島にちなむ。1944年9月25日、日立造船桜島造船所で竣工。1945年1月28日、黄海においてアメリカ潜水艦スペードフィッシュ(SS411)の雷撃で沈没した。
- 生名 （いくな） - 「第5254号艦」、艦名は愛媛県の生名島にちなむ。1944年10月15日、日立造船桜島造船所で竣工。朝鮮半島にて終戦。掃海作業従事後、1947年運輸省に移管、定点気象観測船生名丸となる。1954年、海上保安庁に移管、巡視船「おじか」となる。1963年、解役。解体された。
- 四阪 （しさか） - 「第5257号艦」、艦名は愛媛県の四阪島にちなむ。1944年12月15日、日立造船桜島造船所で竣工。横須賀にて終戦。特別輸送艦（復員船）として使用後、1947年、中華民国に賠償艦として引渡され、恵安(Hui-An)となる。1949年4月23日、中華人民共和国に接収され同名のまま再就役。1961年、瑞金（Rui Jin）に改称。1982年、練習艦へ類別変更。1990年、後継の練習艦「鄭和」の就役により除籍解体された。
- 崎戸 （さきと） - 「第5259号艦」、艦名は長崎県の崎戸島にちなむ。1945年1月10日、日立造船桜島造船所で竣工。釜山にて終戦。その後、解体された。
- 目斗 （もくと） - 「第5262号艦」、艦名は台湾澎湖諸島の目斗嶼にちなむ。1945年2月19日、日立造船桜島造船所で竣工。1945年4月4日、関門海峡において触雷、沈没した。
- 波太 （はぶと） - 「第5264号艦」、艦名は千葉県の波太島（現在は仁右衛門島と称される）にちなむ。1945年4月7日、日立造船桜島造船所で竣工[3]。朝鮮半島にて終戦。特別輸送艦（復員船）として使用後、1947年、イギリスに賠償艦として引渡し。

未成艦(建造中止)
- 大津 （おおつ/おほつ） - 「第5265号艦」、艦名は山口県の大津島にちなむ。未成艦。1945年1月12日、日立造船桜島造船所で起工。1945年8月17日、工程92%で工事中止。1946年3月17日浸水により転覆。1948年同所で解体された。
- 友知 （ともしり） - 「第5266号艦」、艦名は北海道の友知島にちなむ。未成艦。1945年3月5日、日立造船桜島造船所で起工。終戦後、工程20%で工事中止。1947年同所で解体された。

## ギャラリー

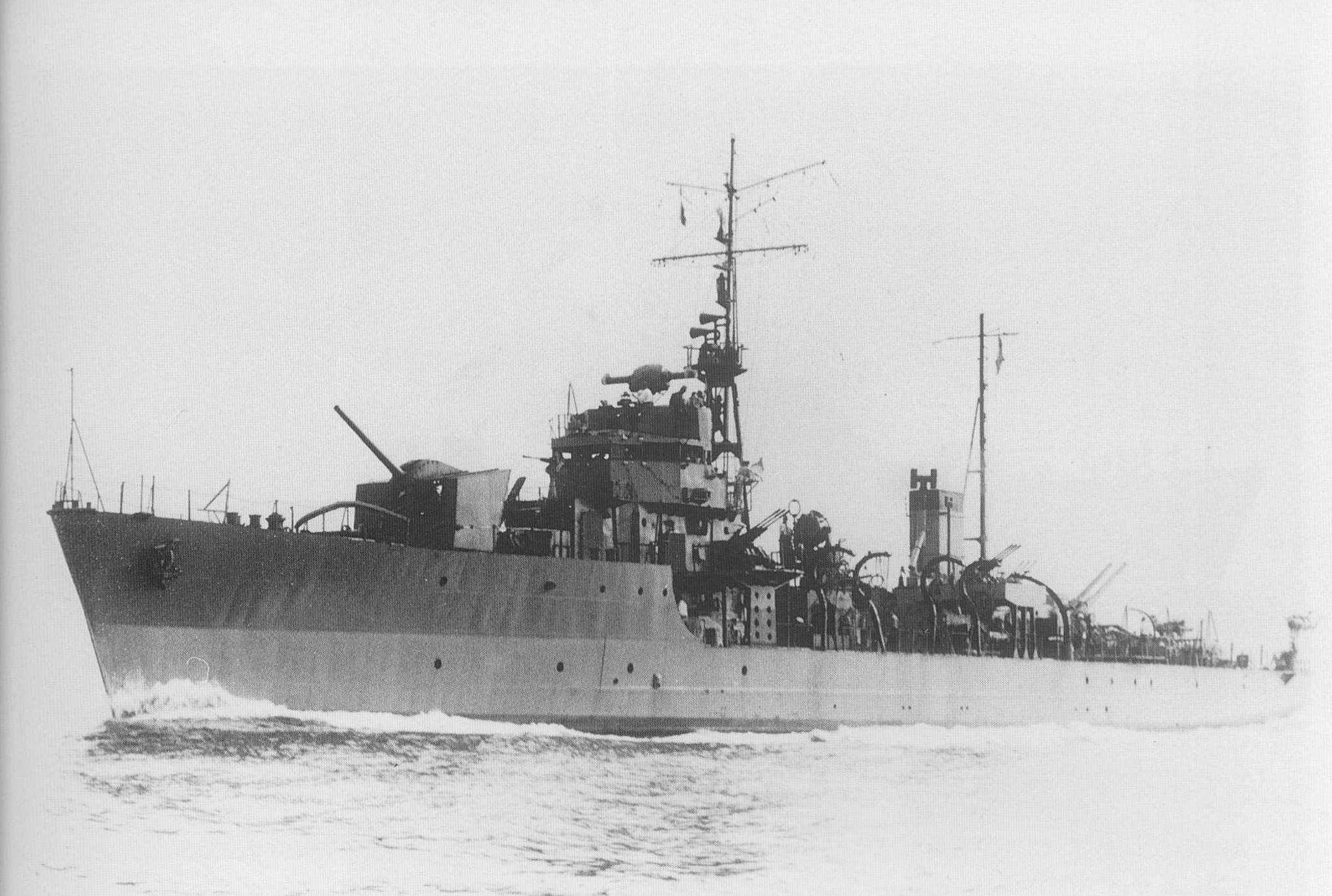
「昭南」。1944年（昭和19年）7月の竣工引渡し直後[4]。
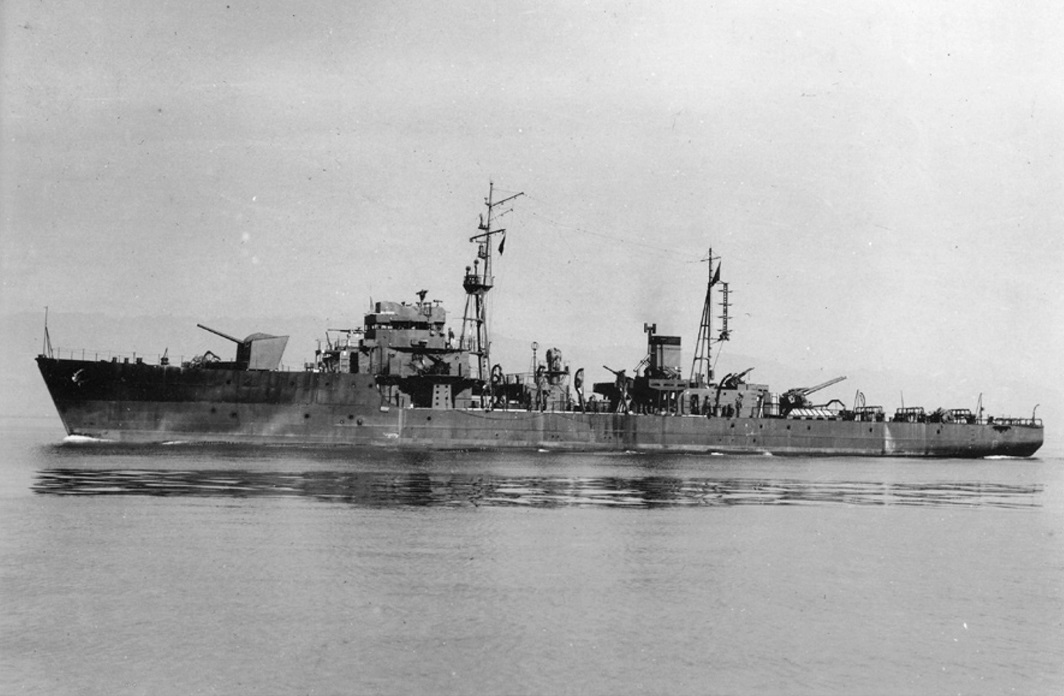
「生名」。1944年（昭和19年）10月、大阪湾で公試中と推定される[5]。
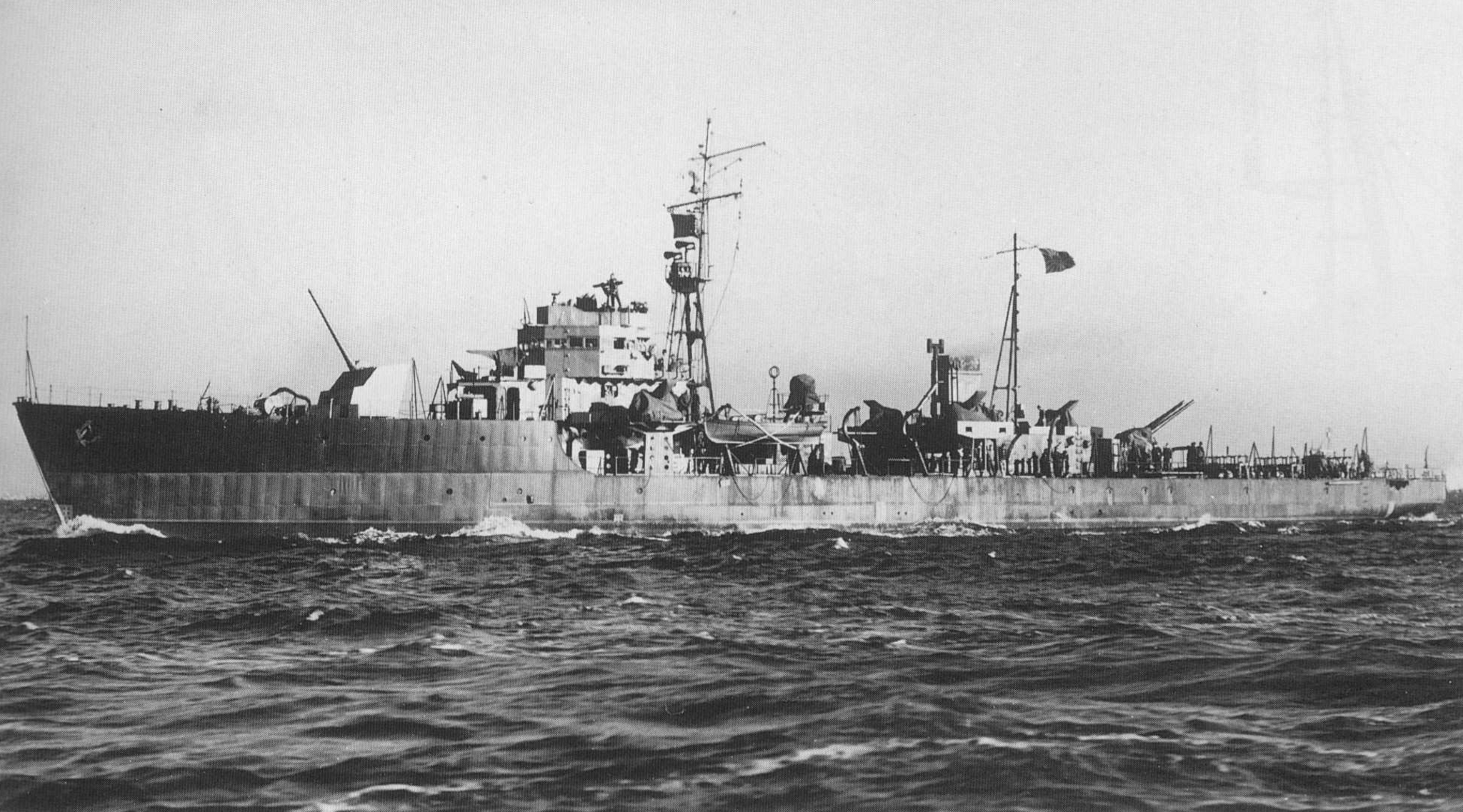
「四阪」。1944年（昭和19年）12月、大阪湾で公試中[5]。
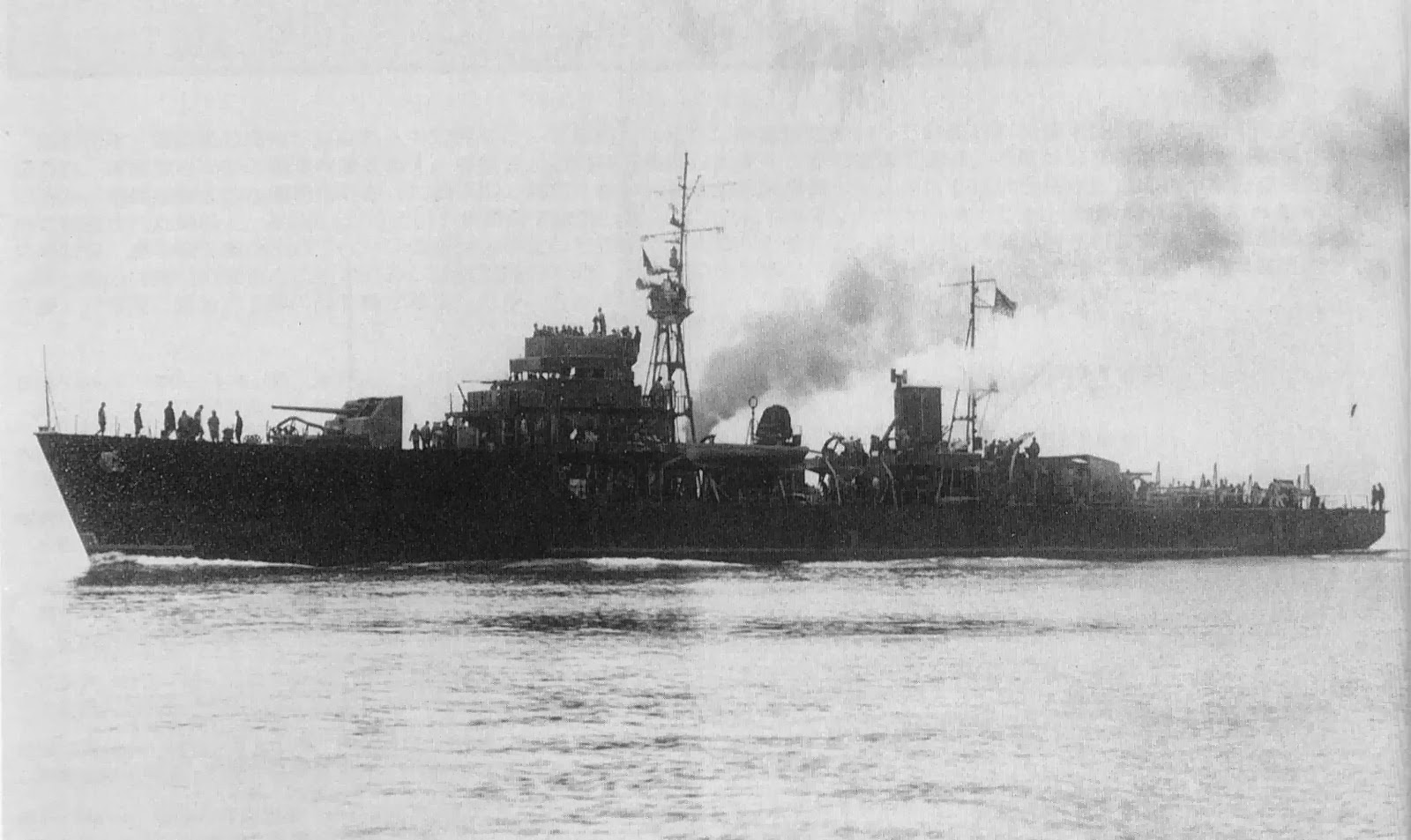
「波太」。1945年（昭和20年）4月7日の竣工引き渡し直後、呉に向けて大阪湾を出港中と推定される[5]。
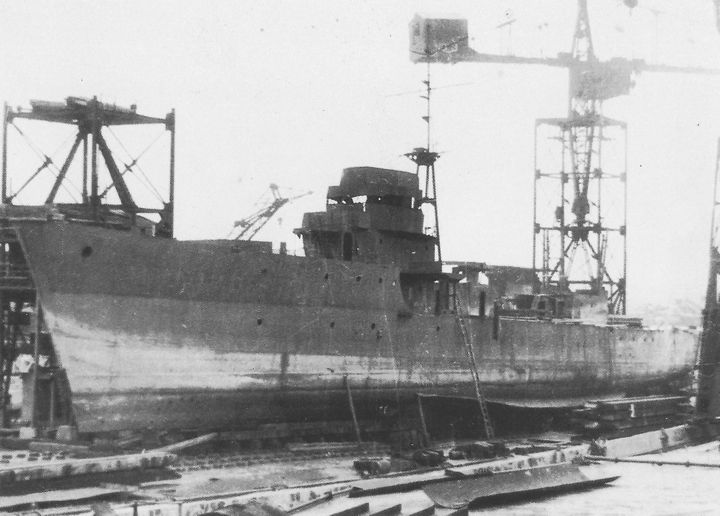
「大津」。日立造船桜島工場で未成のまま終戦を迎えた。画像は進水（5月10日）前[5]。